# 公子结 (楚国)
公子結（？—前479年），羋姓，名結，字子期，春秋时期楚国的司马，楚平王之子。楚昭王、楚惠王時代的大臣，死於白公之亂。

## 簡介
前506年，柏举之战后，楚昭王逃到随国，子期长得像楚昭王，他让楚昭王逃跑，让随国人把自己献给吴王阖闾。随人因為占卜不吉，于是并未交出子期，而是以言语说服了吴人。楚昭王用刀子劃破了子期的胸口，和随国盟誓。前505年七月，子期、子蒲灭唐国。子期不听子西的建议，在麇地火烧吴军，吴师大败，吴王阖闾回国。
前504年，子期的陆军在繁扬败于吴国。前496年二月辛巳，子期 、陈国公孙佗人率军灭顿国，俘虏顿国国君顿子牂。
前489年，楚昭王將死，認為自己愧對楚國，於是不傳位給自己的兒子，就命令子西繼承王位，子西不願意。昭王又改命子期继承王位，子期也不同意。昭王又命令子閭继承王位，子閭推辞了五次，但最後假裝同意了。楚昭王在城父去世後，子閭推辞了王位，与子西、子期商量，秘密转移军队，迎接楚昭王之子公子章即位，是为楚惠王，然后退兵回国。前485年，子期伐陈国，吴国季札援救，对子期说吴楚二君应该退而务德，子期听从，吴楚撤军。
前480年夏，子西、子期伐吴，到达桐汭。
前479年，白公胜發動兵變，子期说：「我用我的勇猛之力事奉君王，死時也要勇猛。」拔下一棵樟樹，打死敌兵，最後陣亡。